# Computer Gaming World
Computer Gaming World (CGW) – amerykański miesięcznik poświęcony grom komputerowym, stworzony przez Russela Sipe, wydawany w latach 1981–2006.

## Historia
Russell Sipe, fan gier komputerowych wiosną 1981 roku, zorientował się, że na rynku nie ma żadnych czasopism poświęconych grom komputerowym. Mimo braku doświadczenia w tej dziedzinie Sipeowi udało się stworzyć wydawnictwo Golden Empire Publications i pozyskać sponsora, który dostarczył niezbędne środki pieniężne. Sipe nazwał swój magazyn Computer Gaming World (CGW) rezygnując z innych nazw takich jak Computer Games i Kilobaud Warrior. Pierwszy numer czasopisma ukazał się w listopadzie 1981 roku, w tym samym czasie co konkurencyjne Electronic Games i Softline.
Magazyn począwszy od 1991 roku był systematycznie rozbudowywany, setny numer magazynu z listopada 1992 roku liczył 196 stron. W tym samym roku Johnny Wilson został redaktorem naczelnym, Sipe nadal pracował w redakcji. W 1993 roku sprzedał czasopismo Ziffowi Davisowi, ale kontynuowała pracę jako redaktor, do 1995 roku. W późnych latach dziewięćdziesiątych dwudziestego wieku magazyn był nadal rozbudowywany, numer z grudnia 1997 roku liczył pięćset stron.
2 sierpnia 2006 roku Ziff Davis i Microsoft wspólnie ogłosili, że Computer Gaming World zostanie zastąpiony przez Games for Windows: The Official Magazine. Ostatnie wydanie Computer Gaming World ukazało się w listopadzie 2006 roku, był to 268. numer magazynu.

## Odbiór
Magazyn „Computer Gaming World” kilkukrotnie na łamach New York Timesa został określony jako jedno z wiodących czasopism komputerowych swoich czasów. W 1997 roku redaktor Seth Schiesel stwierdził, że jest to najlepszy magazyn komputerowy, w 1999 roku nazwano go „biblią dla purystów gier komputerowych”, podobnych określeń użyto na łamach gazety w 2005 roku.